# Аврамовы
Авра́мовы (Авраа́мовы) — древний русский дворянский род.
Род внесён в дворянскую родословную книгу Екатеринославской, Санкт-Петербургской, Пензенской, Тульской и Нижегородской губерний.

## История рода
Нефёд Устинович Аврамов убит при взятии Казани (1552), имя его записано в синодик московского Успенского собора на вечное поминовение. Сапун Тихонович купил вотчину Андрея Фёдоровича Нагого — Михайловское, Заболотье и Хрулёво в Московском уезде (1577), которое его сын Василий отдал в приданое дочери Пелагее, а зять Пётр Степанович Корсаков передал по духовной грамоте московскому Успенскому Собору (1633). Василий—Сапун Тихонович думный разрядный дьяк (1581), упоминается в местнических спорах в качестве дьяка (1592 и 1602), дьяк Пушкарского приказа (1598/99), вяземский помещик, второй воевода в Корелах (1609). Подьячий Михаил Аврамов воевода в Твери (1659 и 1663—1665). Спиридон Аврамов подьячий приказа Большого Дворца, ездил с посольством в Пруссию и Англию (1687). Ульян Ульянович в конце XVII века владел поместьем в Шелонской пятине. Юрий Христофорович участвовал в Азовском походе (1696), в качестве полковника 8-го пехотного полка. Дьяк Михаил Петрович упомянут в Боярской книге (1706).
Трое представителей рода владели населёнными имениями (1699).

## Описание герба
В красном щите правая рука в серебряных латах, пронзённая у кисти золотой стрелой остриём вниз. Рука держит три золотых колоса с золотыми листьями. Над щитом дворянский коронованный шлем. Нашлемник — три страусовых пера: среднее — красное, крайние — серебряные. Намёт: красный, подложен серебром.
Герб коллежского асессора Ивана Ивановича Аврамова внесён в Общий гербовник дворянских родов Том XV. № 74.